# The Fabulous Thunderbirds
I Fabulous Thunderbirds sono un gruppo di blues rock statunitense, formatosi ad Austin in Texas nel 1974 e tuttora in attività anche se l'unico membro originale nell'attuale band è il cantante e armonicista Kim Wilson.
Sono stati nominati al Grammy e vengono ricordati spesso per la loro celebre canzone Tuff Enuff, la quale ebbe un notevole successo a metà degli anni ottanta.

## Storia
Le origini del gruppo risalgono al 1974, anno in cui il giovane cantante e armonicista californiano Kim Wilson (anche se nativo di Detroit nel Michigan) migra in cerca di favorevoli scene musicali da uno Stato all'altro degli Stati Uniti. Approda dapprima a Minneapolis in Minnesota dove è leader di una band per un anno e mezzo, poi nel 1974 si trasferisce ad Austin, dove conosce un poco più che ventenne Jimmie Vaughan. 
Qui avviene la svolta, Vaughan e Wilson uniscono la loro passione per la musica a quella del bassista Keith Ferguson e del batterista Mike Buck, formando così i Fabulous Thunderbirds.

### Gli inizi
Durante i live vestono in maniera stravagante, Wilson si fascia la testa con un turbante e suonano come pazzi scatenati infuocando ogni serata, facendosi notare dalla Chrysalis Records, che li mette sotto contratto. Pubblicano così nel 1979 il loro primo album The Fabulous Thunderbirds, ristampato in seguito come Girls Go Wild. L'album lascia ben intendere la capacità e il carisma di Wilson, che a parte sei cover e un solo brano, C-Boy's Blues, firmato da tutti e quattro i componenti della band, compone da solo le restanti sette dell'album d'esordio, che non avrà inizialmente un buon successo nelle vendite.
Il secondo album, What's the Word, esce l'anno seguente sempre per la Chrysalis Records. Wilson firma sette brani e altri tre con gli altri componenti del gruppo. I restanti sei sono cover, tra cui il tradizionale Runnin' Shoes. Come il primo album avrà scarse vendite ma si rivelerà dopo anni un cult del blues moderno. Anni dopo verrà ristampato dalla Benchmark Records e verranno incluse tre brani extra due dei quali registrati dal vivo al Club Koda di Austin.
Nel 1981 la band pubblica il terzo album, Butt Rockin', Wilson lascia un segno decisivo con cinque canzoni composte delle quattordici tracce dell'album. In questo disco il gruppo aggiunge nuove sonorità con l'introduzione dei fiati e del piano, alla ricerca di carattere più progressivo lasciandosi alle spalle il vecchio rhythm and blues. La nuova formazione che non prevede più Mike Buck alla batteria, ma il nuovo arrivato Fran Christina. L'album non avrà successo nelle vendite come anche il quarto T-Bird Rhythm, ciò porterà alla rescissione del contratto con la Chrysalis Records.
Nonostante l'apprezzamento del pubblico e della critica, e che siano richiestissimi come gruppo d'apertura per concerti come quelli dei Rolling Stones e di Eric Clapton le vendite dei dischi non decollano. Per quattro anni continuano senza arrendersi a fare concerti in giro per l'America e in questo stesso periodo anche il bassista e cofondatore Keith Ferguson abbandona, sostituito da Preston Hubbard, ex membro dei Roomful of Blues.

### Il successo definitivo
Nel 1985 firmano con un'altra etichetta, la newyorkese Epic Records, con la quale pubblicano il quinto album Tuff Enuff, che sarà la svolta definitiva. I singoli Tuff Enuff e Wrap It Up verranno utilizzati nei film Gung Ho e Due tipi incorreggibili e saranno gli unici singoli della band ad essere entrati nella Top 10 della Billboard Hot 100.
Il video di Tuff Enuff verrà trasmesso da MTV fino a farli conoscere a mezzo mondo. Questa volta lo stile però è una sorta di R&B di più facile ascolto rispetto ai precedenti lavori, ed è infatti su questa stessa scia che vengono incisi il sesto Hot Number ed il settimo album, Powerful Staff. Il primo non rende giustizia al suo predecessore che regalò tanto successo alla band, infatti cade in picchiata nel bassifondi delle classifiche, il secondo invece si salva con un successo forse dovuto più all'utilizzo della traccia Powerful Stuff usata nella colonna sonora del film Cocktail nel 1988.

### La crisi
Ma non basta il successo di Powerful Stuff che, nonostante tutto, ha regalato alla band ancora una discreta fama a metterli al riparo da una crisi, Jimmie Vaughan abbandona per cominciare a duettare col più giovane fratello Stevie Ray che di lì a poco scomparirà tragicamente e prematuramente in un incidente in elicottero, mentre nel 1991 il gruppo (ormai ridotto al solo Kim Wilson come componente originale) incide un altro lavoro: Walk That Walk, Talk That Talk. Questa volta i chitarristi sono due, Duke Robillard e Kid Bangham, facendo così della band per la prima volta un quintetto, quale rimarrà fino ad oggi.
L'album segna l'abbandono della musica commerciale e quindi il ritorno al vecchio e selvaggio stile, che è poi la vera essenza del gruppo originale, anche se della formazione originale rimane il solo Wilson.

### La rinascita
Lo stesso Wilson in qualche modo "abbandonerà" il gruppo, rivolgendo le sue attenzioni ad un suo progetto solista parallelo che lo vedrà incidere due album di discreto livello nel 1993 e 1994, Tiger Man e That's Life, prima di riprendere sulle spalle il gruppo che per oltre dieci anni ha guidato al successo col suo carisma. E sempre con loro incide il nono album firmato dai Fabulous Thunderbirds: Roll Of The Dice.
Nel 1997 è il turno di High Water inciso dalla nuova formazione che prevede la sostituzione di altri tre membri: Duke Robillard viene sostituito da David "Kid" Ramos, Preston Hubbard da Willie Campbell e il chitarrista Kid Bangham viene invece sostituito dalla tastiera di Gene Taylor.

### Tempi recenti
In seguito e fino al 2005 ci saranno solo continui cambi di formazione e qualche tour, fino alla pubblicazione dell'album Painted On, prodotto da Steve Berlin dei Los Lobos e realizzato insieme a Rachel Nagy dei Detroit Cobras, a cui seguiranno tournée talvolta anche al di fuori degli States.

## Discografia

### Album studio
- 1979 - Girls Go Wild - (Originariamente intitolato Tha Fabulous Thunderbirds)
- 1980 - What's the Word
- 1981 - Butt Rockin'
- 1982 - T-Bird Rhythm
- 1986 - Tuff Enuff
- 1987 - Hot Number
- 1989 - Powerful Stuff
- 1991 - Walk That Walk, Talk That Talk
- 1995 - Roll of Dice
- 1997 - High Water
- 2005 - Painted On

### Live
- 1985 - Live from London
- 2001 - Live

### Raccolte
- 1987 - Portfolio
- 1991 - The Essential
- 1992 - Hot Stuff - The Greatest Hits
- 1993 - Wrap It Up
- 1996 - Different Tacos
- 1997 - Best of the Fabulous Thunderbirds
- 2003 - Thunderbirds Tacos Deluxe

### Singoli
- 1986 - Tuff Enuff
- 1986 - Wrap It Up
- 1987 - How Do You Spell Love
- 1989 - Powerful Stuff